# Norwegian
Norwegian (uradno Norwegian Air Shuttle) je norveški letalski prevoznik s sedežem v Bærumu (severno od Osla). Družba je ena od ustanoviteljic zveze letalskih družb Airlines for Europe.
Norwegian ima v floti okrog 163 letal in leti na več kot 153 destinacij po svetu. 